# Spencer Kimball
Pour les articles homonymes, voir Kimball.
Spencer Kimball est un développeur informatique, entrepreneur et chef d'entreprise américain. Il est le PDG de Cockroach Labs, une entreprise qu'il a cofondée en 2014. En tant que développeur, il a créé GIMP (lorsqu'il était encore à l'université) un logiciel d'édition d'images ainsi que CockroachDB, le logiciel éponyme de son entreprise. Il a également participé à la création de plusieurs startups comme WeGo et Viewfinder.

## Jeunesse et études
Kimball étudia à l'Université de Californie à Berkeley. Durant ses études, en 1995, il développa la toute première version du logiciel GIMP en tant que projet de classe, aidé de son camarade de chambre, Peter Mattis. Il fut également membre du groupe étudiant nommé eXperimental Computing Facility (XCF). Il fut diplômé d'une licence en informatique dans la même université en 1996.

## Carrière
Kimball quitta l'université pour commencer à travailler, et coupa les ponts avec la communauté de développement de GIMP. Il co-fonda WeGo, une entreprise fournissant des outils de développement de communautés web, en 1998 et y travailla comme directeur technique adjoint. Il avait fait la rencontre de Gene Kan au XCF, et les deux travaillèrent ensemble sur un programme de partage de fichiers pour le réseau Gnutella. En 2000, il créa une version Internet de GIMP, nommée OnlinePhotoLab.com qui fut de courte durée. Cette fonctionnalité fut plus tard ajoutée à Ofoto, un outil d'édition d'images en ligne.
En 2002, il commença à travailler pour Google à Mountain View, et en 2004 il fut muté aux bureaux new-yorkais de Google. Il y fut un des fers de lance de Colossus, la nouvelle version du Google File System, en tant que technicien. Il travailla également sur le Google Servlet Engine, dont il fut un des créateurs.
En janvier 2012, il lança l'entreprise Viewfinder avec Peter Mattis et Brian McGinnis. Ils y développèrent une application qui permettait aux utilisateurs de partager des photos et de parler en privé. Cette entreprise fut rachetée par Square Inc en décembre 2013,.

## Vie privée
Son nom lui fut donné en hommage à son arrière-grand-père, Spencer W. Kimball, 12e président de l'Église de Jésus-Christ des saints des derniers jours[citation nécessaire].